# Copa Libertadores 2012
La Copa Libertadores 2012, denominada por motivos comerciales Copa Santander Libertadores 2012, fue la quincuagésima tercera edición del torneo de clubes más importante de América del Sur, organizado por la Confederación Sudamericana de Fútbol, en la que participaron equipos de once países: Argentina, Bolivia, Brasil, Chile, Colombia, Ecuador, México, Paraguay, Perú, Uruguay y Venezuela.
Corinthians se consagró campeón de la competición, consiguiendo así su primer título. Por ello, clasificó a la Copa Mundial de Clubes 2012, y disputó la Recopa Sudamericana 2013 ante São Paulo. Clasificó, además, a la segunda fase de la Copa Libertadores 2013.

## Formato
Las siguientes asociaciones adoptaron nuevas formas de clasificación para este torneo:
- Argentina: El equipo con el mejor desempeño en la Copa Sudamericana 2011 que no estuviera clasificado previamente para la Copa Libertadores 2012 recibió la posición Argentina 5.[1]
- Bolivia: Se cambió el calendario para adaptarlo al calendario europeo (al igual que Argentina, Uruguay y Venezuela) a partir de la temporada 2011-12. Por ello, durante la primera parte del 2011 se jugó un Torneo Adecuación donde el campeón y el subcampeón obtuvieron las posiciones Bolivia 1 y Bolivia 3, respectivamente.[2] El campeón del Torneo Apertura 2011 obtuvo la posición Bolivia 2.[3]
- Chile: La liga retornó al formato de torneos Apertura y Clausura para la temporada, después de usar un formato de torneo anual para el año 2010 debido al terremoto de ese año. Los campeones del Apertura y Clausura obtuvieron las posiciones Chile 1 y Chile 2 respectivamente, mientras que el mejor equipo no campeón haría lo propio con la posición Chile 3.[4]

Un total de 12 equipos —los 2 últimos clasificados del país del campeón vigente, y el último clasificado de cada uno de los restantes países— disputaron la primera fase, en la cual se establecieron seis llaves. Cada una tuvo a su respectivo ganador, que accedió a la segunda fase, a la que ya se encontraban clasificados los restantes 26 equipos, constituyéndose así ocho grupos de 4 equipos. Los dos primeros de cada zona pasaron a las fases finales, disputadas bajo el sistema de eliminación directa y compuestas por los octavos de final, los cuartos de final, las semifinales y la final, en la que se declaró al campeón.
|                            |                            | Equipos que entran en esta fase | Equipos que provienen de la fase anterior                                       |
| -------------------------- | -------------------------- | --- | ------------------------------------------------------------------------------- |
| Primera fase (12 equipos)  | Primera fase (12 equipos)  | - 1 equipo de Argentina, Bolivia, Brasil, Chile, Colombia, Ecuador, México, Paraguay, Perú, Uruguay y Venezuela - 1 equipo extra del país del campeón vigente |                                                                                 |
| Segunda fase (32 equipos)  | Segunda fase (32 equipos)  | - 4 equipos de Argentina y Brasil - 2 equipos de Bolivia, Chile, Colombia, Ecuador, México, Paraguay, Perú, Uruguay y Venezuela                               | - 6 equipos clasificados de la Primera fase                                     |
| Fases finales (16 equipos) | Fases finales (16 equipos) | | - 8 equipos primeros de la Segunda fase - 8 equipos segundos de la Segunda fase |

## Equipos participantes
En cursiva los equipos debutantes en el torneo.
| País                             | Equipo                                                             | Vía de clasificación |
| -------------------------------- | ------------------------------------------------------------------ | --- |
| Argentina 5 cupos                | Vélez Sarsfield Boca Juniors Lanús Godoy Cruz Arsenal              | Campeón del Torneo Clausura 2011 Campeón del Torneo Apertura 2011 Mejor equipo ubicado en la tabla sumatoria del año 2011 2.º mejor equipo ubicado en la tabla sumatoria del año 2011 Mejor equipo ubicado en la Copa Sudamericana 2011 |
| Bolivia 3 cupos                  | Bolívar The Strongest Real Potosí                                  | Campeón del Torneo Adecuación 2011 Campeón del Torneo Apertura 2011-12 Subcampeón del Torneo Adecuación 2011 |
| Brasil 5 cupos + campeón vigente | Santos Corinthians Vasco da Gama Fluminense Flamengo Internacional | Campeón de la Copa Libertadores 2011 Campeón del Campeonato Brasileño de 2011 Campeón de la Copa de Brasil 2011 y subcampeón del Campeonato Brasileño de 2011 3.º puesto del Campeonato Brasileño de 2011 4.º puesto del Campeonato Brasileño de 2011 5.º puesto del Campeonato Brasileño de 2011 |
| Chile 3 cupos                    | Universidad de Chile Universidad Católica Unión Española           | Campeón del Torneo Apertura 2011, del Torneo Clausura 2011 y de la Copa Sudamericana 2011 Mejor equipo ubicado en la tabla acumulada de la temporada 2011 2.º mejor equipo ubicado en la tabla acumulada de la temporada 2011 |
| Colombia 3 cupos                 | Atlético Nacional Junior Once Caldas                               | Campeón del Torneo Apertura 2011 Campeón del Torneo Finalización 2011 Mejor equipo ubicado en la Reclasificación 2011 |
| Ecuador 3 cupos                  | Deportivo Quito Emelec El Nacional                                 | Campeón del Campeonato Ecuatoriano de 2011 Subcampeón del Campeonato Ecuatoriano de 2011 3.º puesto del Campeonato Ecuatoriano de 2011 |
| México 3 cupos                   | Guadalajara Cruz Azul Tigres                                       | Mejor equipo ubicado en la tabla general de la fase regular del Torneo Apertura 2011 no participante de la Concacaf Liga Campeones 2011-12 2.º mejor equipo ubicado en la tabla general de la fase regular del Torneo Apertura 2011 no participante de la Concacaf Liga Campeones 2011-12 3.º mejor equipo ubicado en la tabla general de la fase regular del Torneo Apertura 2011 no participante de la Concacaf Liga Campeones 2011-12 |
| Paraguay 3 cupos                 | Olimpia Nacional Libertad                                          | Campeón en la temporada 2011 con mayor puntaje acumulado Campeón en la temporada 2011 con menor puntaje acumulado Mejor equipo ubicado en la tabla acumulada de la temporada 2011 |
| Perú 3 cupos                     | Juan Aurich Alianza Lima Sport Huancayo                            | Campeón del Campeonato Descentralizado 2011 Subcampeón del Campeonato Descentralizado 2011 3.º puesto del Campeonato Descentralizado 2011 |
| Uruguay 3 cupos                  | Nacional Defensor Sporting Peñarol                                 | Campeón del Campeonato Uruguayo 2010-11 Mejor equipo ubicado en la tabla anual del Campeonato Uruguayo 2010-11 2.º mejor equipo ubicado en la tabla anual del Campeonato Uruguayo 2010-11 |
| Venezuela 3 cupos                | Deportivo Táchira Zamora Caracas                                   | Ganador del Torneo Apertura 2010 Ganador del Torneo Clausura 2011 Mejor equipo ubicado en la tabla acumulada de la Primera División Venezolana 2010-11 |

### Distribución geográfica de los equipos
Distribución geográfica de las sedes de los equipos participantes:

## Sorteo
El sorteo se realizó el 25 de noviembre de 2011 en el Centro de Convenciones de la Confederación Sudamericana de Fútbol.

### Participantes de la Primera fase
| Participantes |                                                                        |
| --- | ---------------------------------------------------------------------- |
| \| - Arsenal - Real Potosí - Flamengo - Internacional - Unión Española - Once Caldas \| - El Nacional - Tigres - Libertad - Sport Huancayo - Peñarol - Caracas \| |                                                                        |
| - Arsenal - Real Potosí - Flamengo - Internacional - Unión Española - Once Caldas                                                                                 | - El Nacional - Tigres - Libertad - Sport Huancayo - Peñarol - Caracas |

### Bolilleros de la Segunda fase
| Bombo 1 | Bombo 2 | Bombo 3 | Bombo 4                                                                                           |
| --- | --- | --- | ------------------------------------------------------------------------------------------------- |
| - Vélez Sarsfield - Boca Juniors - Santos - Corinthians - Bolívar - Universidad de Chile - Olimpia - Nacional | - Atlético Nacional - Junior - Deportivo Quito - Emelec - Juan Aurich - Alianza Lima - Deportivo Táchira - Zamora | - Lanús - Godoy Cruz - Vasco da Gama - Fluminense - The Strongest - Universidad Católica - Nacional - Defensor Sporting | - Guadalajara - Cruz Azul - Ganador A - Ganador B - Ganador C - Ganador D - Ganador E - Ganador F |

## Primera fase
| Fechas                     | Local en la ida | Global | Local en la vuelta | Ida | Vuelta | Llave     |
| -------------------------- | --------------- | ------ | ------------------ | --- | ------ | --------- |
| 24 y 31 de enero           | Arsenal         | 4:1    | Sport Huancayo     | 3:0 | 1:1    | Ganador A |
| 25 de enero y 1 de febrero | Real Potosí     | 2:3    | Flamengo           | 2:1 | 0:2    | Ganador B |
| 26 de enero y 2 de febrero | Peñarol         | 5:1    | Caracas            | 4:0 | 1:1    | Ganador C |
| 24 y 31 de enero           | El Nacional     | 2:4    | Libertad           | 1:0 | 1:4    | Ganador D |
| 25 de enero y 1 de febrero | Internacional   | 3:2    | Once Caldas        | 1:0 | 2:2    | Ganador E |
| 25 de enero y 2 de febrero | Unión Española  | 3:2    | Tigres             | 1:0 | 2:2    | Ganador F |

## Segunda fase

### Grupo 1
| Equipo        | Pts. | PJ | PG | PE | PP | GF | GC | DG |
| ------------- | ---- | -- | -- | -- | -- | -- | -- | -- |
| Santos        | 13   | 6  | 4  | 1  | 1  | 12 | 5  | 7  |
| Internacional | 8    | 6  | 2  | 2  | 2  | 10 | 6  | 4  |
| The Strongest | 7    | 6  | 2  | 1  | 3  | 5  | 11 | –6 |
| Juan Aurich   | 6    | 6  | 2  | 0  | 4  | 4  | 9  | –5 |

| \| Fecha \| Lugar \| Local \| Resultado \| Visitante \| \| ------------- \| ------------ \| ------------- \| --------- \| ------------- \| \| 9 de febrero \| Porto Alegre \| Internacional \| 2:0 \| Juan Aurich \| \| 15 de febrero \| La Paz \| The Strongest \| 2:1 \| Santos \| \| 23 de febrero \| La Paz \| The Strongest \| 2:1 \| Juan Aurich \| \| 7 de marzo \| Santos \| Santos \| 3:1 \| Internacional \| \| 13 de marzo \| Porto Alegre \| Internacional \| 5:0 \| The Strongest \| \| 15 de marzo \| Chiclayo \| Juan Aurich \| 1:3 \| Santos \| \| 21 de marzo \| La Paz \| The Strongest \| 1:1 \| Internacional \| \| 22 de marzo \| Santos \| Santos \| 2:0 \| Juan Aurich \| \| 4 de abril \| Porto Alegre \| Internacional \| 1:1 \| Santos \| \| 5 de abril \| Chiclayo \| Juan Aurich \| 1:0 \| The Strongest \| \| 19 de abril \| Chiclayo \| Juan Aurich \| 1:0 \| Internacional \| \| 19 de abril \| Santos \| Santos \| 2:0 \| The Strongest \| |              |               |           |               |
| Fecha | Lugar        | Local         | Resultado | Visitante     |
| 9 de febrero | Porto Alegre | Internacional | 2:0       | Juan Aurich   |
| 15 de febrero | La Paz       | The Strongest | 2:1       | Santos        |
| 23 de febrero | La Paz       | The Strongest | 2:1       | Juan Aurich   |
| 7 de marzo | Santos       | Santos        | 3:1       | Internacional |
| 13 de marzo | Porto Alegre | Internacional | 5:0       | The Strongest |
| 15 de marzo | Chiclayo     | Juan Aurich   | 1:3       | Santos        |
| 21 de marzo | La Paz       | The Strongest | 1:1       | Internacional |
| 22 de marzo | Santos       | Santos        | 2:0       | Juan Aurich   |
| 4 de abril | Porto Alegre | Internacional | 1:1       | Santos        |
| 5 de abril | Chiclayo     | Juan Aurich   | 1:0       | The Strongest |
| 19 de abril | Chiclayo     | Juan Aurich   | 1:0       | Internacional |
| 19 de abril | Santos       | Santos        | 2:0       | The Strongest |

### Grupo 2
| Equipo   | Pts. | PJ | PG | PE | PP | GF | GC | DG |
| -------- | ---- | -- | -- | -- | -- | -- | -- | -- |
| Lanús    | 10   | 6  | 3  | 1  | 2  | 11 | 6  | 5  |
| Emelec   | 9    | 6  | 3  | 0  | 3  | 7  | 8  | –1 |
| Flamengo | 8    | 6  | 2  | 2  | 2  | 12 | 10 | 2  |
| Olimpia  | 7    | 6  | 2  | 1  | 3  | 10 | 16 | –6 |

| \| Fecha \| Lugar \| Local \| Resultado \| Visitante \| \| ------------- \| -------------- \| -------- \| --------- \| --------- \| \| 9 de febrero \| Guayaquil \| Emelec \| 1:0 \| Olimpia \| \| 15 de febrero \| Lanús \| Lanús \| 1:1 \| Flamengo \| \| 23 de febrero \| Asunción \| Olimpia \| 2:1 \| Lanús \| \| 8 de marzo \| Río de Janeiro \| Flamengo \| 1:0 \| Emelec \| \| 13 de marzo \| Lanús \| Lanús \| 1:0 \| Emelec \| \| 15 de marzo \| Río de Janeiro \| Flamengo \| 3:3 \| Olimpia \| \| 20 de marzo \| Guayaquil \| Emelec \| 0:2 \| Lanús \| \| 28 de marzo \| Asunción \| Olimpia \| 3:2 \| Flamengo \| \| 3 de abril \| Lanús \| Lanús \| 6:0 \| Olimpia \| \| 4 de abril \| Guayaquil \| Emelec \| 3:2 \| Flamengo \| \| 12 de abril \| Río de Janeiro \| Flamengo \| 3:0 \| Lanús \| \| 12 de abril \| Asunción \| Olimpia \| 2:3 \| Emelec \| |                |          |           |           |
| Fecha | Lugar          | Local    | Resultado | Visitante |
| 9 de febrero | Guayaquil      | Emelec   | 1:0       | Olimpia   |
| 15 de febrero | Lanús          | Lanús    | 1:1       | Flamengo  |
| 23 de febrero | Asunción       | Olimpia  | 2:1       | Lanús     |
| 8 de marzo | Río de Janeiro | Flamengo | 1:0       | Emelec    |
| 13 de marzo | Lanús          | Lanús    | 1:0       | Emelec    |
| 15 de marzo | Río de Janeiro | Flamengo | 3:3       | Olimpia   |
| 20 de marzo | Guayaquil      | Emelec   | 0:2       | Lanús     |
| 28 de marzo | Asunción       | Olimpia  | 3:2       | Flamengo  |
| 3 de abril | Lanús          | Lanús    | 6:0       | Olimpia   |
| 4 de abril | Guayaquil      | Emelec   | 3:2       | Flamengo  |
| 12 de abril | Río de Janeiro | Flamengo | 3:0       | Lanús     |
| 12 de abril | Asunción       | Olimpia  | 2:3       | Emelec    |

### Grupo 3
| Equipo               | Pts. | PJ | PG | PE | PP | GF | GC | DG |
| -------------------- | ---- | -- | -- | -- | -- | -- | -- | -- |
| Unión Española       | 10   | 6  | 3  | 1  | 2  | 10 | 7  | 3  |
| Bolívar              | 10   | 6  | 3  | 1  | 2  | 9  | 7  | 2  |
| Junior               | 7    | 6  | 2  | 1  | 3  | 8  | 8  | 0  |
| Universidad Católica | 6    | 6  | 1  | 3  | 2  | 6  | 11 | –5 |

| \| Fecha \| Lugar \| Local \| Resultado \| Visitante \| \| ------------- \| ------------ \| -------------------- \| --------- \| -------------------- \| \| 8 de febrero \| Santiago \| Unión Española \| 2:0 \| Junior \| \| 9 de febrero \| Santiago \| Universidad Católica \| 1:1 \| Bolívar \| \| 21 de febrero \| La Paz \| Bolívar \| 1:3 \| Unión Española \| \| 23 de febrero \| Santiago \| Universidad Católica \| 2:2 \| Junior \| \| 6 de marzo \| Santiago \| Unión Española \| 1:1 \| Universidad Católica \| \| 8 de marzo \| Barranquilla \| Junior \| 0:1 \| Bolívar \| \| 20 de marzo \| La Paz \| Bolívar \| 2:1 \| Junior \| \| 28 de marzo \| Santiago \| Universidad Católica \| 2:1 \| Unión Española \| \| 4 de abril \| Barranquilla \| Junior \| 3:0 \| Universidad Católica \| \| 10 de abril \| Santiago \| Unión Española \| 2:1 \| Bolívar \| \| 17 de abril \| Barranquilla \| Junior \| 2:1 \| Unión Española \| \| 17 de abril \| La Paz \| Bolívar \| 3:0 \| Universidad Católica \| |              |                      |           |                      |
| Fecha | Lugar        | Local                | Resultado | Visitante            |
| 8 de febrero | Santiago     | Unión Española       | 2:0       | Junior               |
| 9 de febrero | Santiago     | Universidad Católica | 1:1       | Bolívar              |
| 21 de febrero | La Paz       | Bolívar              | 1:3       | Unión Española       |
| 23 de febrero | Santiago     | Universidad Católica | 2:2       | Junior               |
| 6 de marzo | Santiago     | Unión Española       | 1:1       | Universidad Católica |
| 8 de marzo | Barranquilla | Junior               | 0:1       | Bolívar              |
| 20 de marzo | La Paz       | Bolívar              | 2:1       | Junior               |
| 28 de marzo | Santiago     | Universidad Católica | 2:1       | Unión Española       |
| 4 de abril | Barranquilla | Junior               | 3:0       | Universidad Católica |
| 10 de abril | Santiago     | Unión Española       | 2:1       | Bolívar              |
| 17 de abril | Barranquilla | Junior               | 2:1       | Unión Española       |
| 17 de abril | La Paz       | Bolívar              | 3:0       | Universidad Católica |

### Grupo 4
| Equipo       | Pts. | PJ | PG | PE | PP | GF | GC | DG |
| ------------ | ---- | -- | -- | -- | -- | -- | -- | -- |
| Fluminense   | 15   | 6  | 5  | 0  | 1  | 7  | 4  | 3  |
| Boca Juniors | 13   | 6  | 4  | 1  | 1  | 9  | 3  | 6  |
| Arsenal      | 6    | 6  | 2  | 0  | 4  | 6  | 7  | –1 |
| Zamora       | 1    | 6  | 0  | 1  | 5  | 0  | 8  | –8 |

| \| Fecha \| Lugar \| Local \| Resultado \| Visitante \| \| ------------- \| -------------- \| ------------ \| --------- \| ------------ \| \| 7 de febrero \| Río de Janeiro \| Fluminense \| 1:0 \| Arsenal \| \| 14 de febrero \| Barinas \| Zamora \| 0:0 \| Boca Juniors \| \| 21 de febrero \| Sarandí \| Arsenal \| 3:0 \| Zamora \| \| 7 de marzo \| Buenos Aires \| Boca Juniors \| 1:2 \| Fluminense \| \| 14 de marzo \| Sarandí \| Arsenal \| 1:2 \| Boca Juniors \| \| 14 de marzo \| Río de Janeiro \| Fluminense \| 1:0 \| Zamora \| \| 29 de marzo \| Buenos Aires \| Boca Juniors \| 2:0 \| Arsenal \| \| 29 de marzo \| Barinas \| Zamora \| 0:1 \| Fluminense \| \| 10 de abril \| Barinas \| Zamora \| 0:1 \| Arsenal \| \| 11 de abril \| Río de Janeiro \| Fluminense \| 0:2 \| Boca Juniors \| \| 18 de abril \| Buenos Aires \| Boca Juniors \| 2:0 \| Zamora \| \| 18 de abril \| Sarandí \| Arsenal \| 1:2 \| Fluminense \| |                |              |           |              |
| Fecha | Lugar          | Local        | Resultado | Visitante    |
| 7 de febrero | Río de Janeiro | Fluminense   | 1:0       | Arsenal      |
| 14 de febrero | Barinas        | Zamora       | 0:0       | Boca Juniors |
| 21 de febrero | Sarandí        | Arsenal      | 3:0       | Zamora       |
| 7 de marzo | Buenos Aires   | Boca Juniors | 1:2       | Fluminense   |
| 14 de marzo | Sarandí        | Arsenal      | 1:2       | Boca Juniors |
| 14 de marzo | Río de Janeiro | Fluminense   | 1:0       | Zamora       |
| 29 de marzo | Buenos Aires   | Boca Juniors | 2:0       | Arsenal      |
| 29 de marzo | Barinas        | Zamora       | 0:1       | Fluminense   |
| 10 de abril | Barinas        | Zamora       | 0:1       | Arsenal      |
| 11 de abril | Río de Janeiro | Fluminense   | 0:2       | Boca Juniors |
| 18 de abril | Buenos Aires   | Boca Juniors | 2:0       | Zamora       |
| 18 de abril | Sarandí        | Arsenal      | 1:2       | Fluminense   |

### Grupo 5
| Equipo        | Pts. | PJ | PG | PE | PP | GF | GC | DG |
| ------------- | ---- | -- | -- | -- | -- | -- | -- | -- |
| Libertad      | 13   | 6  | 4  | 1  | 1  | 11 | 7  | 4  |
| Vasco da Gama | 13   | 6  | 4  | 1  | 1  | 10 | 6  | 4  |
| Nacional      | 6    | 6  | 2  | 0  | 4  | 5  | 7  | –2 |
| Alianza Lima  | 3    | 6  | 1  | 0  | 5  | 6  | 12 | –6 |

| \| Fecha \| Lugar \| Local \| Resultado \| Visitante \| \| ------------- \| -------------- \| ------------- \| --------- \| ------------- \| \| 8 de febrero \| Río de Janeiro \| Vasco da Gama \| 1:2 \| Nacional \| \| 9 de febrero \| Asunción \| Libertad \| 4:1 \| Alianza Lima \| \| 16 de febrero \| Montevideo \| Nacional \| 1:2 \| Libertad \| \| 6 de marzo \| Río de Janeiro \| Vasco da Gama \| 3:2 \| Alianza Lima \| \| 13 de marzo \| Lima \| Alianza Lima \| 1:0 \| Nacional \| \| 14 de marzo \| Asunción \| Libertad \| 1:1 \| Vasco da Gama \| \| 21 de marzo \| Río de Janeiro \| Vasco da Gama \| 2:0 \| Libertad \| \| 27 de marzo \| Montevideo \| Nacional \| 1:0 \| Alianza Lima \| \| 3 de abril \| Lima \| Alianza Lima \| 1:2 \| Vasco da Gama \| \| 5 de abril \| Asunción \| Libertad \| 2:1 \| Nacional \| \| 12 de abril \| Lima \| Alianza Lima \| 1:2 \| Libertad \| \| 12 de abril \| Montevideo \| Nacional \| 0:1 \| Vasco da Gama \| |                |               |           |               |
| Fecha | Lugar          | Local         | Resultado | Visitante     |
| 8 de febrero | Río de Janeiro | Vasco da Gama | 1:2       | Nacional      |
| 9 de febrero | Asunción       | Libertad      | 4:1       | Alianza Lima  |
| 16 de febrero | Montevideo     | Nacional      | 1:2       | Libertad      |
| 6 de marzo | Río de Janeiro | Vasco da Gama | 3:2       | Alianza Lima  |
| 13 de marzo | Lima           | Alianza Lima  | 1:0       | Nacional      |
| 14 de marzo | Asunción       | Libertad      | 1:1       | Vasco da Gama |
| 21 de marzo | Río de Janeiro | Vasco da Gama | 2:0       | Libertad      |
| 27 de marzo | Montevideo     | Nacional      | 1:0       | Alianza Lima  |
| 3 de abril | Lima           | Alianza Lima  | 1:2       | Vasco da Gama |
| 5 de abril | Asunción       | Libertad      | 2:1       | Nacional      |
| 12 de abril | Lima           | Alianza Lima  | 1:2       | Libertad      |
| 12 de abril | Montevideo     | Nacional      | 0:1       | Vasco da Gama |

### Grupo 6
| Equipo            | Pts. | PJ | PG | PE | PP | GF | GC | DG  |
| ----------------- | ---- | -- | -- | -- | -- | -- | -- | --- |
| Corinthians       | 14   | 6  | 4  | 2  | 0  | 13 | 2  | 11  |
| Cruz Azul         | 11   | 6  | 3  | 2  | 1  | 11 | 4  | 7   |
| Nacional          | 4    | 6  | 1  | 1  | 4  | 6  | 13 | –7  |
| Deportivo Táchira | 3    | 6  | 0  | 3  | 3  | 4  | 15 | –11 |

| \| Fecha \| Lugar \| Local \| Resultado \| Visitante \| \| ------------- \| ---------------- \| ----------------- \| --------- \| ----------------- \| \| 8 de febrero \| Asunción \| Nacional \| 1:2 \| Cruz Azul \| \| 15 de febrero \| San Cristóbal \| Deportivo Táchira \| 1:1 \| Corinthians \| \| 21 de febrero \| Ciudad de México \| Cruz Azul \| 4:0 \| Deportivo Táchira \| \| 7 de marzo \| São Paulo \| Corinthians \| 2:0 \| Nacional \| \| 13 de marzo \| Asunción \| Nacional \| 3:2 \| Deportivo Táchira \| \| 14 de marzo \| Ciudad de México \| Cruz Azul \| 0:0 \| Corinthians \| \| 21 de marzo \| São Paulo \| Corinthians \| 1:0 \| Cruz Azul \| \| 27 de marzo \| San Cristóbal \| Deportivo Táchira \| 0:0 \| Nacional \| \| 3 de abril \| San Cristóbal \| Deportivo Táchira \| 1:1 \| Cruz Azul \| \| 11 de abril \| Ciudad del Este \| Nacional \| 1:3 \| Corinthians \| \| 18 de abril \| Ciudad de México \| Cruz Azul \| 4:1 \| Nacional \| \| 18 de abril \| São Paulo \| Corinthians \| 6:0 \| Deportivo Táchira \| |                  |                   |           |                   |
| Fecha | Lugar            | Local             | Resultado | Visitante         |
| 8 de febrero | Asunción         | Nacional          | 1:2       | Cruz Azul         |
| 15 de febrero | San Cristóbal    | Deportivo Táchira | 1:1       | Corinthians       |
| 21 de febrero | Ciudad de México | Cruz Azul         | 4:0       | Deportivo Táchira |
| 7 de marzo | São Paulo        | Corinthians       | 2:0       | Nacional          |
| 13 de marzo | Asunción         | Nacional          | 3:2       | Deportivo Táchira |
| 14 de marzo | Ciudad de México | Cruz Azul         | 0:0       | Corinthians       |
| 21 de marzo | São Paulo        | Corinthians       | 1:0       | Cruz Azul         |
| 27 de marzo | San Cristóbal    | Deportivo Táchira | 0:0       | Nacional          |
| 3 de abril | San Cristóbal    | Deportivo Táchira | 1:1       | Cruz Azul         |
| 11 de abril | Ciudad del Este  | Nacional          | 1:3       | Corinthians       |
| 18 de abril | Ciudad de México | Cruz Azul         | 4:1       | Nacional          |
| 18 de abril | São Paulo        | Corinthians       | 6:0       | Deportivo Táchira |

### Grupo 7
| Equipo            | Pts. | PJ | PG | PE | PP | GF | GC | DG  |
| ----------------- | ---- | -- | -- | -- | -- | -- | -- | --- |
| Vélez Sarsfield   | 12   | 6  | 4  | 0  | 2  | 10 | 6  | 4   |
| Deportivo Quito   | 10   | 6  | 3  | 1  | 2  | 11 | 4  | 7   |
| Defensor Sporting | 9    | 6  | 3  | 0  | 3  | 6  | 7  | –1  |
| Guadalajara       | 4    | 6  | 1  | 1  | 4  | 2  | 12 | –10 |

| \| Fecha \| Lugar \| Local \| Resultado \| Visitante \| \| ------------- \| ------------ \| ----------------- \| --------- \| ----------------- \| \| 7 de febrero \| Montevideo \| Defensor Sporting \| 0:3 \| Vélez Sarsfield \| \| 7 de febrero \| Guadalajara \| Guadalajara \| 1:1 \| Deportivo Quito \| \| 14 de febrero \| Montevideo \| Defensor Sporting \| 2:0 \| Deportivo Quito \| \| 22 de febrero \| Buenos Aires \| Vélez Sarsfield \| 3:0 \| Guadalajara \| \| 7 de marzo \| Quito \| Deportivo Quito \| 3:0 \| Vélez Sarsfield \| \| 13 de marzo \| Guadalajara \| Guadalajara \| 1:0 \| Defensor Sporting \| \| 22 de marzo \| Buenos Aires \| Vélez Sarsfield \| 1:0 \| Deportivo Quito \| \| 28 de marzo \| Montevideo \| Defensor Sporting \| 1:0 \| Guadalajara \| \| 10 de abril \| Quito \| Deportivo Quito \| 2:0 \| Defensor Sporting \| \| 11 de abril \| Guadalajara \| Guadalajara \| 0:2 \| Vélez Sarsfield \| \| 17 de abril \| Quito \| Deportivo Quito \| 5:0 \| Guadalajara \| \| 17 de abril \| Buenos Aires \| Vélez Sarsfield \| 1:3 \| Defensor Sporting \| |              |                   |           |                   |
| Fecha | Lugar        | Local             | Resultado | Visitante         |
| 7 de febrero | Montevideo   | Defensor Sporting | 0:3       | Vélez Sarsfield   |
| 7 de febrero | Guadalajara  | Guadalajara       | 1:1       | Deportivo Quito   |
| 14 de febrero | Montevideo   | Defensor Sporting | 2:0       | Deportivo Quito   |
| 22 de febrero | Buenos Aires | Vélez Sarsfield   | 3:0       | Guadalajara       |
| 7 de marzo | Quito        | Deportivo Quito   | 3:0       | Vélez Sarsfield   |
| 13 de marzo | Guadalajara  | Guadalajara       | 1:0       | Defensor Sporting |
| 22 de marzo | Buenos Aires | Vélez Sarsfield   | 1:0       | Deportivo Quito   |
| 28 de marzo | Montevideo   | Defensor Sporting | 1:0       | Guadalajara       |
| 10 de abril | Quito        | Deportivo Quito   | 2:0       | Defensor Sporting |
| 11 de abril | Guadalajara  | Guadalajara       | 0:2       | Vélez Sarsfield   |
| 17 de abril | Quito        | Deportivo Quito   | 5:0       | Guadalajara       |
| 17 de abril | Buenos Aires | Vélez Sarsfield   | 1:3       | Defensor Sporting |

### Grupo 8
| Equipo               | Pts. | PJ | PG | PE | PP | GF | GC | DG |
| -------------------- | ---- | -- | -- | -- | -- | -- | -- | -- |
| Universidad de Chile | 13   | 6  | 4  | 1  | 1  | 11 | 6  | 5  |
| Atlético Nacional    | 11   | 6  | 3  | 2  | 1  | 16 | 8  | 8  |
| Godoy Cruz           | 5    | 6  | 1  | 2  | 3  | 10 | 16 | –6 |
| Peñarol              | 4    | 6  | 1  | 1  | 4  | 6  | 13 | –7 |

| \| Fecha \| Lugar \| Local \| Resultado \| Visitante \| \| ------------- \| ---------- \| -------------------- \| --------- \| -------------------- \| \| 14 de febrero \| Medellín \| Atlético Nacional \| 2:0 \| Universidad de Chile \| \| 16 de febrero \| Mendoza \| Godoy Cruz \| 1:0 \| Peñarol \| \| 21 de febrero \| Montevideo \| Peñarol \| 0:4 \| Atlético Nacional \| \| 22 de febrero \| Santiago \| Universidad de Chile \| 5:1 \| Godoy Cruz \| \| 6 de marzo \| Montevideo \| Peñarol \| 1:1 \| Universidad de Chile \| \| 8 de marzo \| Mendoza \| Godoy Cruz \| 4:4 \| Atlético Nacional \| \| 22 de marzo \| Medellín \| Atlético Nacional \| 2:2 \| Godoy Cruz \| \| 27 de marzo \| Santiago \| Universidad de Chile \| 2:1 \| Peñarol \| \| 4 de abril \| Mendoza \| Godoy Cruz \| 0:1 \| Universidad de Chile \| \| 10 de abril \| Medellín \| Atlético Nacional \| 3:0 \| Peñarol \| \| 19 de abril \| Montevideo \| Peñarol \| 4:2 \| Godoy Cruz \| \| 19 de abril \| Santiago \| Universidad de Chile \| 2:1 \| Atlético Nacional \| |            |                      |           |                      |
| Fecha | Lugar      | Local                | Resultado | Visitante            |
| 14 de febrero | Medellín   | Atlético Nacional    | 2:0       | Universidad de Chile |
| 16 de febrero | Mendoza    | Godoy Cruz           | 1:0       | Peñarol              |
| 21 de febrero | Montevideo | Peñarol              | 0:4       | Atlético Nacional    |
| 22 de febrero | Santiago   | Universidad de Chile | 5:1       | Godoy Cruz           |
| 6 de marzo | Montevideo | Peñarol              | 1:1       | Universidad de Chile |
| 8 de marzo | Mendoza    | Godoy Cruz           | 4:4       | Atlético Nacional    |
| 22 de marzo | Medellín   | Atlético Nacional    | 2:2       | Godoy Cruz           |
| 27 de marzo | Santiago   | Universidad de Chile | 2:1       | Peñarol              |
| 4 de abril | Mendoza    | Godoy Cruz           | 0:1       | Universidad de Chile |
| 10 de abril | Medellín   | Atlético Nacional    | 3:0       | Peñarol              |
| 19 de abril | Montevideo | Peñarol              | 4:2       | Godoy Cruz           |
| 19 de abril | Santiago   | Universidad de Chile | 2:1       | Atlético Nacional    |

## Fases finales
A partir de aquí, los dieciséis equipos clasificados disputaron una serie de eliminatorias a ida y vuelta, hasta consagrar al campeón.
Las fases finales estuvieron compuestas por cuatro etapas: octavos, cuartos, semifinales y final. A los fines de establecer las llaves de la primera etapa, los dieciséis equipos fueron ordenados en dos tablas, una con los clasificados como primeros (numerados del 1 al 8 de acuerdo con su desempeño en la segunda fase, determinada según los criterios de clasificación), y otra con aquellos clasificados como segundos (numerados del 9 al 16, con el mismo criterio), enfrentándose en octavos de final el 1 con el 16, el 2 con el 15, el 3 con el 14, y así sucesivamente. Durante todo el desarrollo de las fases finales, el equipo que ostentara menor número de orden que su rival de turno ejerció la localía en el partido de vuelta. En caso de que dos equipos de un mismo país alcanzaran la ronda de semifinales, se debía alterar, de ser necesario, el orden de las llaves para que ambos se enfrentaran en la mencionada instancia, a fin de evitar que puedan cruzarse en la final.

### Tabla de primeros
| N.º | Equipo               | Pts. | PJ | PG | PE | PP | GF | GC | DG |
| --- | -------------------- | ---- | -- | -- | -- | -- | -- | -- | -- |
| 1   | Fluminense           | 15   | 6  | 5  | 0  | 1  | 7  | 4  | 3  |
| 2   | Corinthians          | 14   | 6  | 4  | 2  | 0  | 13 | 2  | 11 |
| 3   | Santos               | 13   | 6  | 4  | 1  | 1  | 12 | 5  | 7  |
| 4   | Universidad de Chile | 13   | 6  | 4  | 1  | 1  | 11 | 6  | 5  |
| 5   | Libertad             | 13   | 6  | 4  | 1  | 1  | 11 | 7  | 4  |
| 6   | Vélez Sarsfield      | 12   | 6  | 4  | 0  | 2  | 10 | 6  | 4  |
| 7   | Lanús                | 10   | 6  | 3  | 1  | 2  | 11 | 6  | 5  |
| 8   | Unión Española       | 10   | 6  | 3  | 1  | 2  | 10 | 7  | 3  |

### Tabla de segundos
| N.º | Equipo            | Pts. | PJ | PG | PE | PP | GF | GC | DG |
| --- | ----------------- | ---- | -- | -- | -- | -- | -- | -- | -- |
| 9   | Boca Juniors      | 13   | 6  | 4  | 1  | 1  | 9  | 3  | 6  |
| 10  | Vasco da Gama     | 13   | 6  | 4  | 1  | 1  | 10 | 6  | 4  |
| 11  | Atlético Nacional | 11   | 6  | 3  | 2  | 1  | 16 | 8  | 8  |
| 12  | Cruz Azul         | 11   | 6  | 3  | 2  | 1  | 11 | 4  | 7  |
| 13  | Deportivo Quito   | 10   | 6  | 3  | 1  | 2  | 11 | 4  | 7  |
| 14  | Bolívar           | 10   | 6  | 3  | 1  | 2  | 9  | 7  | 2  |
| 15  | Emelec            | 9    | 6  | 3  | 0  | 3  | 7  | 8  | –1 |
| 16  | Internacional     | 8    | 6  | 2  | 2  | 2  | 10 | 6  | 4  |

### Cuadro de desarrollo
|  | Octavos de final          | Octavos de final          | Octavos de final          | Octavos de final          | Octavos de final          |   |       | Cuartos de final          | Cuartos de final | Cuartos de final | Cuartos de final | Cuartos de final |  |   | Semifinales       | Semifinales       | Semifinales       | Semifinales       | Semifinales       |  |   | Final                    | Final                    | Final                    | Final                    | Final                    |  |
|  | 25 de abril al 10 de mayo | 25 de abril al 10 de mayo | 25 de abril al 10 de mayo | 25 de abril al 10 de mayo | 25 de abril al 10 de mayo |   |       | 16 al 24 de mayo          | 16 al 24 de mayo | 16 al 24 de mayo | 16 al 24 de mayo | 16 al 24 de mayo |  |   | 13 al 21 de junio | 13 al 21 de junio | 13 al 21 de junio | 13 al 21 de junio | 13 al 21 de junio |  |   | 27 de junio y 4 de julio | 27 de junio y 4 de julio | 27 de junio y 4 de julio | 27 de junio y 4 de julio | 27 de junio y 4 de julio |  |
|  |                           |                           |                           |                           |                           |   |       |                           |                  |                  |                  |                  |  |   |                   |                   |                   |                   |                   |  |   |                          |                          |                          |                          |                          |  |
|  |                           |                           |                           |                           |                           |   |       |                           |                  |                  |                  |                  |  |   |                   |                   |                   |                   |                   |  |   |                          |                          |                          |                          |                          |  |
|  | 1                         | Fluminense                | 0                         | 2                         | 2                         |   |       |                           |                  |                  |                  |                  |  |   |                   |                   |                   |                   |                   |  |   |                          |                          |                          |                          |                          |  |
|  | 1                         | Fluminense                | 0                         | 2                         | 2                         |   |       |                           |                  |                  |                  |                  |  |   |                   |                   |                   |                   |                   |  |   |                          |                          |                          |                          |                          |  |
|  | 16                        | Internacional             | 0                         | 1                         | 1                         |   |       |                           |                  |                  |                  |                  |  |   |                   |                   |                   |                   |                   |  |   |                          |                          |                          |                          |                          |  |
|  | 16                        | Internacional             | 0                         | 1                         | 1                         |   | 1     | Fluminense                | 0                | 1                | 1                |                  |  |   |                   |                   |                   |                   |                   |  |   |                          |                          |                          |                          |                          |  |
|  |                           |                           |                           |                           |                           |   | 1     | Fluminense                | 0                | 1                | 1                |                  |  |   |                   |                   |                   |                   |                   |  |   |                          |                          |                          |                          |                          |  |
|  |                           |                           | 9                         | Boca Juniors              | 1                         | 1 | 2     |                           |                  |                  |                  |                  |  |   |                   |                   |                   |                   |                   |  |   |                          |                          |                          |                          |                          |  |
|  | 8                         | Unión Española            | 9                         | Boca Juniors              | 1                         | 1 | 2     | 1                         | 2                | 3                |                  |                  |  |   |                   |                   |                   |                   |                   |  |   |                          |                          |                          |                          |                          |  |
|  | 8                         | Unión Española            |                           |                           |                           |   |       |                           |                  | 3                |                  |                  |  |   |                   |                   |                   |                   |                   |  |   |                          |                          |                          |                          |                          |  |
|  | 9                         | Boca Juniors              | 2                         | 3                         | 5                         |   |       |                           |                  |                  |                  |                  |  |   |                   |                   |                   |                   |                   |  |   |                          |                          |                          |                          |                          |  |
|  | 9                         | Boca Juniors              | 2                         | 3                         | 5                         |   |       |                           |                  |                  |                  |                  |  | 9 | Boca Juniors      | 2                 | 0                 | 2                 |                   |  |   |                          |                          |                          |                          |                          |  |
|  |                           |                           |                           |                           |                           |   |       |                           |                  |                  |                  |                  |  | 9 | Boca Juniors      | 2                 | 0                 | 2                 |                   |  |   |                          |                          |                          |                          |                          |  |
|  |                           |                           | 4                         | Universidad de Chile      | 0                         | 0 | 0     |                           |                  |                  |                  |                  |  |   |                   |                   |                   |                   |                   |  |   |                          |                          |                          |                          |                          |  |
|  | 4                         | Universidad de Chile      | 4                         | Universidad de Chile      | 0                         | 0 | 0     | 1                         | 6                | 7                |                  |                  |  |   |                   |                   |                   |                   |                   |  |   |                          |                          |                          |                          |                          |  |
|  | 4                         | Universidad de Chile      |                           |                           |                           |   |       |                           |                  | 7                |                  |                  |  |   |                   |                   |                   |                   |                   |  |   |                          |                          |                          |                          |                          |  |
|  | 13                        | Deportivo Quito           | 4                         | 0                         | 4                         |   |       |                           |                  |                  |                  |                  |  |   |                   |                   |                   |                   |                   |  |   |                          |                          |                          |                          |                          |  |
|  | 13                        | Deportivo Quito           | 4                         | 0                         | 4                         |   | 4     | Universidad de Chile (p.) | 1                | 1                | 2 (5)            |                  |  |   |                   |                   |                   |                   |                   |  |   |                          |                          |                          |                          |                          |  |
|  |                           |                           |                           |                           |                           |   | 4     | Universidad de Chile (p.) | 1                | 1                | 2 (5)            |                  |  |   |                   |                   |                   |                   |                   |  |   |                          |                          |                          |                          |                          |  |
|  |                           |                           | 5                         | Libertad                  | 1                         | 1 | 2 (3) |                           |                  |                  |                  |                  |  |   |                   |                   |                   |                   |                   |  |   |                          |                          |                          |                          |                          |  |
|  | 5                         | Libertad                  | 5                         | Libertad                  | 1                         | 1 | 2 (3) | 1                         | 2                | 3                |                  |                  |  |   |                   |                   |                   |                   |                   |  |   |                          |                          |                          |                          |                          |  |
|  | 5                         | Libertad                  |                           |                           |                           |   |       |                           |                  | 3                |                  |                  |  |   |                   |                   |                   |                   |                   |  |   |                          |                          |                          |                          |                          |  |
|  | 12                        | Cruz Azul                 | 1                         | 0                         | 1                         |   |       |                           |                  |                  |                  |                  |  |   |                   |                   |                   |                   |                   |  |   |                          |                          |                          |                          |                          |  |
|  | 12                        | Cruz Azul                 | 1                         | 0                         | 1                         |   |       |                           |                  |                  |                  |                  |  |   |                   |                   |                   |                   |                   |  | 9 | Boca Juniors             | 1                        | 0                        | 1                        |                          |  |
|  |                           |                           |                           |                           |                           |   |       |                           |                  |                  |                  |                  |  |   |                   |                   |                   |                   |                   |  | 9 | Boca Juniors             | 1                        | 0                        | 1                        |                          |  |
|  |                           |                           | 2                         | Corinthians               | 1                         | 2 | 3     |                           |                  |                  |                  |                  |  |   |                   |                   |                   |                   |                   |  |   |                          |                          |                          |                          |                          |  |
|  | 2                         | Corinthians               | 2                         | Corinthians               | 1                         | 2 | 3     | 0                         | 3                | 3                |                  |                  |  |   |                   |                   |                   |                   |                   |  |   |                          |                          |                          |                          |                          |  |
|  | 2                         | Corinthians               |                           |                           |                           |   |       |                           |                  | 3                |                  |                  |  |   |                   |                   |                   |                   |                   |  |   |                          |                          |                          |                          |                          |  |
|  | 15                        | Emelec                    | 0                         | 0                         | 0                         |   |       |                           |                  |                  |                  |                  |  |   |                   |                   |                   |                   |                   |  |   |                          |                          |                          |                          |                          |  |
|  | 15                        | Emelec                    | 0                         | 0                         | 0                         |   | 2     | Corinthians               | 0                | 1                | 1                |                  |  |   |                   |                   |                   |                   |                   |  |   |                          |                          |                          |                          |                          |  |
|  |                           |                           |                           |                           |                           |   | 2     | Corinthians               | 0                | 1                | 1                |                  |  |   |                   |                   |                   |                   |                   |  |   |                          |                          |                          |                          |                          |  |
|  |                           |                           | 10                        | Vasco da Gama             | 0                         | 0 | 0     |                           |                  |                  |                  |                  |  |   |                   |                   |                   |                   |                   |  |   |                          |                          |                          |                          |                          |  |
|  | 7                         | Lanús                     | 10                        | Vasco da Gama             | 0                         | 0 | 0     | 1                         | 2                | 3 (4)            |                  |                  |  |   |                   |                   |                   |                   |                   |  |   |                          |                          |                          |                          |                          |  |
|  | 7                         | Lanús                     |                           |                           |                           |   |       |                           |                  | 3 (4)            |                  |                  |  |   |                   |                   |                   |                   |                   |  |   |                          |                          |                          |                          |                          |  |
|  | 10                        | Vasco da Gama (p.)        | 2                         | 1                         | 3 (5)                     |   |       |                           |                  |                  |                  |                  |  |   |                   |                   |                   |                   |                   |  |   |                          |                          |                          |                          |                          |  |
|  | 10                        | Vasco da Gama (p.)        | 2                         | 1                         | 3 (5)                     |   |       |                           |                  |                  |                  |                  |  | 2 | Corinthians       | 1                 | 1                 | 2                 |                   |  |   |                          |                          |                          |                          |                          |  |
|  |                           |                           |                           |                           |                           |   |       |                           |                  |                  |                  |                  |  | 2 | Corinthians       | 1                 | 1                 | 2                 |                   |  |   |                          |                          |                          |                          |                          |  |
|  |                           |                           | 3                         | Santos                    | 0                         | 1 | 1     |                           |                  |                  |                  |                  |  |   |                   |                   |                   |                   |                   |  |   |                          |                          |                          |                          |                          |  |
|  | 3                         | Santos                    | 3                         | Santos                    | 0                         | 1 | 1     | 1                         | 8                | 9                |                  |                  |  |   |                   |                   |                   |                   |                   |  |   |                          |                          |                          |                          |                          |  |
|  | 3                         | Santos                    |                           |                           |                           |   |       |                           |                  | 9                |                  |                  |  |   |                   |                   |                   |                   |                   |  |   |                          |                          |                          |                          |                          |  |
|  | 14                        | Bolívar                   | 2                         | 0                         | 2                         |   |       |                           |                  |                  |                  |                  |  |   |                   |                   |                   |                   |                   |  |   |                          |                          |                          |                          |                          |  |
|  | 14                        | Bolívar                   | 2                         | 0                         | 2                         |   | 3     | Santos (p.)               | 0                | 1                | 1 (4)            |                  |  |   |                   |                   |                   |                   |                   |  |   |                          |                          |                          |                          |                          |  |
|  |                           |                           |                           |                           |                           |   | 3     | Santos (p.)               | 0                | 1                | 1 (4)            |                  |  |   |                   |                   |                   |                   |                   |  |   |                          |                          |                          |                          |                          |  |
|  |                           |                           | 6                         | Vélez Sarsfield           | 1                         | 0 | 1 (2) |                           |                  |                  |                  |                  |  |   |                   |                   |                   |                   |                   |  |   |                          |                          |                          |                          |                          |  |
|  | 6                         | Vélez Sarsfield           | 6                         | Vélez Sarsfield           | 1                         | 0 | 1 (2) | 1                         | 1                | 2                |                  |                  |  |   |                   |                   |                   |                   |                   |  |   |                          |                          |                          |                          |                          |  |
|  | 6                         | Vélez Sarsfield           |                           |                           |                           |   |       |                           |                  | 2                |                  |                  |  |   |                   |                   |                   |                   |                   |  |   |                          |                          |                          |                          |                          |  |
|  | 11                        | Atlético Nacional         | 0                         | 1                         | 1                         |   |       |                           |                  |                  |                  |                  |  |   |                   |                   |                   |                   |                   |  |   |                          |                          |                          |                          |                          |  |
|  | 11                        | Atlético Nacional         | 0                         | 1                         | 1                         |   |       |                           |                  |                  |                  |                  |  |   |                   |                   |                   |                   |                   |  |   |                          |                          |                          |                          |                          |  |
|  |                           |                           |                           |                           |                           |   |       |                           |                  |                  |                  |                  |  |   |                   |                   |                   |                   |                   |  |   |                          |                          |                          |                          |                          |  |

- Nota: En cada llave, el equipo con el menor número de orden es el que definió la serie como local.

### Octavos de final
| 25 de abril de 2012 | Internacional | 0:0     | Fluminense | Estadio Beira-Rio, Porto Alegre                                     |                                                                     |
|                     |               | Reporte |            | Asistencia: 32 278 espectadores Árbitro(s): Paulo César de Oliveira | Asistencia: 32 278 espectadores Árbitro(s): Paulo César de Oliveira |

| 10 de mayo de 2012 | Fluminense                     | 2:1 (2:1) | Internacional      | Estadio João Havelange, Río de Janeiro                    |                                                           |
|                    | Leandro Euzébio 15' · Fred 45' | Reporte   | Leandro Damião 13' | Asistencia: 33 386 espectadores Árbitro(s): Wilson Seneme | Asistencia: 33 386 espectadores Árbitro(s): Wilson Seneme |

| 2 de mayo de 2012 | Boca Juniors             | 2:1 (1:0) | Unión Española | Estadio La Bombonera, Buenos Aires                               |                                                                  |
|                   | Riquelme 24' · Silva 89' | Reporte   | Jaime 72'      | Asistencia: 32 715 espectadores Árbitro(s): Víctor Hugo Carrillo | Asistencia: 32 715 espectadores Árbitro(s): Víctor Hugo Carrillo |

| 9 de mayo de 2012 | Unión Española         | 2:3 (0:1) | Boca Juniors                                | Estadio Santa Laura, Santiago                             |                                                           |
|                   | Pineda 61' · Jaime 70' | Reporte   | Insaurralde 25' · Mouche 49' · Riquelme 67' | Asistencia: 18 454 espectadores Árbitro(s): Wilmar Roldán | Asistencia: 18 454 espectadores Árbitro(s): Wilmar Roldán |

| 3 de mayo de 2012 | Deportivo Quito                             | 4:1 (2:1) | Universidad de Chile | Estadio Olímpico Atahualpa, Quito                            |                                                              |
|                   | Alustiza 30' 56' · Checa 45' · Martínez 82' | Reporte   | Rodríguez 36'        | Asistencia: 16 540 espectadores Árbitro(s): Francisco Chacón | Asistencia: 16 540 espectadores Árbitro(s): Francisco Chacón |

| 10 de mayo de 2012 | Universidad de Chile                                        | 6:0 (3:0) | Deportivo Quito | Estadio Nacional, Santiago                                |                                                           |
|                    | Fernandes 20' 27' · Díaz 35' · Mena 56' · Henríquez 70' 73' | Reporte   |                 | Asistencia: 43 211 espectadores Árbitro(s): Néstor Pitana | Asistencia: 43 211 espectadores Árbitro(s): Néstor Pitana |

| 1 de mayo de 2012 | Cruz Azul  | 1:1 (1:0) | Libertad      | Estadio Azul, Ciudad de México                              |                                                             |
|                   | Orozco 26' | Reporte   | Velázquez 70' | Asistencia: 29 395 espectadores Árbitro(s): Sergio Pezzotta | Asistencia: 29 395 espectadores Árbitro(s): Sergio Pezzotta |

| 8 de mayo de 2012 | Libertad               | 2:0 (1:0) | Cruz Azul | Estadio Dr. Nicolás Leoz, Asunción                              |                                                                 |
|                   | Núñez 9' · Cáceres 49' | Reporte   |           | Asistencia: 6 505 espectadores Árbitro(s): Leandro Pedro Vuaden | Asistencia: 6 505 espectadores Árbitro(s): Leandro Pedro Vuaden |

| 2 de mayo de 2012 | Emelec | 0:0     | Corinthians | Estadio George Capwell, Guayaquil                             |                                                               |
|                   |        | Reporte |             | Asistencia: 16 974 espectadores Árbitro(s): Hernando Buitrago | Asistencia: 16 974 espectadores Árbitro(s): Hernando Buitrago |

| 9 de mayo de 2012 | Corinthians                               | 3:0 (1:0) | Emelec | Estadio Pacaembú, São Paulo                               |                                                           |
|                   | Fábio Santos 7' · Paulinho 64' · Alex 85' | Reporte   |        | Asistencia: 32 577 espectadores Árbitro(s): Darío Ubríaco | Asistencia: 32 577 espectadores Árbitro(s): Darío Ubríaco |

| 2 de mayo de 2012 | Vasco da Gama                    | 2:1 (2:0) | Lanús        | Estadio São Januário, Río de Janeiro                        |                                                             |
|                   | Alecsandro 25' · Diego Souza 42' | Reporte   | Regueiro 62' | Asistencia: 13 017 espectadores Árbitro(s): Roberto Silvera | Asistencia: 13 017 espectadores Árbitro(s): Roberto Silvera |

| 9 de mayo de 2012 | Lanús                                                 | 2:1 (0:1) (4:5 p.)         | Vasco da Gama                                                              | Estadio Ciudad de Lanús, Lanús                             |                                                            |
|                   | Pavone 60' · Gutiérrez 78'                            | Reporte                    | Nilton 18'                                                                 | Asistencia: 6 408 espectadores Árbitro(s): Carlos Amarilla | Asistencia: 6 408 espectadores Árbitro(s): Carlos Amarilla |
|                   |                                                       | Tiros desde el punto penal |                                                                            |                                                            |                                                            |
|                   | Reguerio · Romero · Velásquez · Camoranesi · Fritzler |                            | Felipe · Juninho Pernambucano · Carlos Alberto · Renato Silva · Alecsandro |                                                            |                                                            |

| 25 de abril de 2012 | Bolívar                       | 2:1 (1:1) | Santos       | Estadio Hernando Siles, La Paz                            |                                                           |
|                     | Rafael 1' (a.g.) · Campos 74' | Reporte   | Maranhão 34' | Asistencia: 20 127 espectadores Árbitro(s): Enrique Osses | Asistencia: 20 127 espectadores Árbitro(s): Enrique Osses |

| 10 de mayo de 2012 | Santos                                                                              | 8:0 (5:0) | Bolívar | Estadio Urbano Caldeira, Santos                            |                                                            |
|                    | Elano 6' 50' · Neymar 21' (pen.) 36' · Ganso 27' 52' · Alan Kardec 29' · Borges 60' | Reporte   |         | Asistencia: 15 000 espectadores Árbitro(s): Martín Vázquez | Asistencia: 15 000 espectadores Árbitro(s): Martín Vázquez |

| 1 de mayo de 2012 | Atlético Nacional | 0:1 (0:1) | Vélez Sarsfield | Estadio Atanasio Girardot, Medellín                       |                                                           |
|                   |                   | Reporte   | Bella 8'        | Asistencia: 33 242 espectadores Árbitro(s): Darío Ubríaco | Asistencia: 33 242 espectadores Árbitro(s): Darío Ubríaco |

| 8 de mayo de 2012 | Vélez Sarsfield | 1:1 (0:0) | Atlético Nacional | Estadio José Amalfitani, Buenos Aires                                |                                                                      |
|                   | Fernández 52'   | Reporte   | Mosquera 69'      | Asistencia: 10 731 espectadores Árbitro(s): Julio Quintana Rodríguez | Asistencia: 10 731 espectadores Árbitro(s): Julio Quintana Rodríguez |

### Cuartos de final
| 17 de mayo de 2012 | Boca Juniors | 1:0 (0:0) | Fluminense | Estadio La Bombonera, Buenos Aires                            |                                                               |
|                    | Mouche 51'   | Reporte   |            | Asistencia: 42 214 espectadores Árbitro(s): Hernando Buitrago | Asistencia: 42 214 espectadores Árbitro(s): Hernando Buitrago |

| 23 de mayo de 2012 | Fluminense  | 1:1 (1:0) | Boca Juniors | Estadio João Havelange, Río de Janeiro                    |                                                           |
|                    | Carleto 16' | Reporte   | Silva 90+1'  | Asistencia: 36 276 espectadores Árbitro(s): Enrique Osses | Asistencia: 36 276 espectadores Árbitro(s): Enrique Osses |

| 16 de mayo de 2012 | Libertad   | 1:1 (1:0) | Universidad de Chile | Estadio Dr. Nicolás Leoz, Asunción                       |                                                          |
|                    | Cáceres 7' | Reporte   | Lorenzetti 55'       | Asistencia: 7 189 espectadores Árbitro(s): Darío Ubríaco | Asistencia: 7 189 espectadores Árbitro(s): Darío Ubríaco |

| 24 de mayo de 2012 | Universidad de Chile                                     | 1:1 (1:1) (5:3 p.)         | Libertad                            | Estadio Nacional, Santiago                                |                                                           |
|                    | M. Díaz 17'                                              | Reporte                    | O. González 22' (a.g.)              | Asistencia: 44 742 espectadores Árbitro(s): Wilmar Roldán | Asistencia: 44 742 espectadores Árbitro(s): Wilmar Roldán |
|                    |                                                          | Tiros desde el punto penal |                                     |                                                           |                                                           |
|                    | Aránguiz · M. Díaz · Ruidíaz · M. Rodríguez · Lorenzetti |                            | Velásquez · Cáceres · Ayala · Muñoz |                                                           |                                                           |

| 16 de mayo de 2012 | Vasco da Gama | 0:0     | Corinthians | Estadio São Januário, Río de Janeiro                     |                                                          |
|                    |               | Reporte |             | Asistencia: 20 510 espectadores Árbitro(s): Sandro Ricci | Asistencia: 20 510 espectadores Árbitro(s): Sandro Ricci |

| 23 de mayo de 2012 | Corinthians  | 1:0 (0:0) | Vasco da Gama | Estadio Pacaembú, São Paulo                                      |                                                                  |
|                    | Paulinho 87' | Reporte   |               | Asistencia: 35 974 espectadores Árbitro(s): Leandro Pedro Vuaden | Asistencia: 35 974 espectadores Árbitro(s): Leandro Pedro Vuaden |

| 17 de mayo de 2012 | Vélez Sarsfield | 1:0 (1:0) | Santos | Estadio José Amalfitani, Buenos Aires                       |                                                             |
|                    | Óbolo 35'       | Reporte   |        | Asistencia: 41 847 espectadores Árbitro(s): Carlos Amarilla | Asistencia: 41 847 espectadores Árbitro(s): Carlos Amarilla |

| 24 de mayo de 2012 | Santos                            | 1:0 (0:0) (4:2 p.)         | Vélez Sarsfield                        | Estadio Urbano Caldeira, Santos                             |                                                             |
|                    | Alan Kardec 78'                   | Reporte                    |                                        | Asistencia: 13 908 espectadores Árbitro(s): Roberto Silvera | Asistencia: 13 908 espectadores Árbitro(s): Roberto Silvera |
|                    |                                   | Tiros desde el punto penal |                                        |                                                             |                                                             |
|                    | Alan Kardec · Ganso · Elano · Léo |                            | Martínez · Canteros · Papa · Domínguez |                                                             |                                                             |

### Semifinales
| 14 de junio de 2012 | Boca Juniors                 | 2:0 (1:0) | Universidad de Chile | Estadio La Bombonera, Buenos Aires                        |                                                           |
|                     | Silva 15' · Sánchez Miño 54' | Reporte   |                      | Asistencia: 42 983 espectadores Árbitro(s): Wilmar Roldán | Asistencia: 42 983 espectadores Árbitro(s): Wilmar Roldán |

| 21 de junio de 2012 | Universidad de Chile | 0:0     | Boca Juniors | Estadio Nacional, Santiago                                |                                                           |
|                     |                      | Reporte |              | Asistencia: 42 990 espectadores Árbitro(s): Darío Ubríaco | Asistencia: 42 990 espectadores Árbitro(s): Darío Ubríaco |

| 13 de junio de 2012 | Santos | 0:1 (0:1) | Corinthians       | Estadio Urbano Caldeira, Santos                                      |                                                                      |
|                     |        | Reporte   | Emerson Sheik 28' | Asistencia: 14 788 espectadores Árbitro(s): Marcelo de Lima Henrique | Asistencia: 14 788 espectadores Árbitro(s): Marcelo de Lima Henrique |

| 20 de junio de 2012 | Corinthians | 1:1 (0:1) | Santos     | Estadio Pacaembú, São Paulo                                      |                                                                  |
|                     | Danilo 47'  | Reporte   | Neymar 35' | Asistencia: 35 873 espectadores Árbitro(s): Leandro Pedro Vuaden | Asistencia: 35 873 espectadores Árbitro(s): Leandro Pedro Vuaden |

### Final
| Ida; 27 de junio de 2012, 21:50 (UTC-3) | Boca Juniors  | 1:1 (0:0) | Corinthians   | Estadio La Bombonera, Buenos Aires                        |                                                           |
|                                         | Roncaglia 72' | Reporte   | Romarinho 84' | Asistencia: 41 901 espectadores Árbitro(s): Enrique Osses | Asistencia: 41 901 espectadores Árbitro(s): Enrique Osses |

| Vuelta; 4 de julio de 2012, 21:50 (UTC-3) | Corinthians            | 2:0 (0:0) | Boca Juniors | Estadio Pacaembú, São Paulo                               |                                                           |
|                                           | Emerson Sheik 53', 72' | Reporte   |              | Asistencia: 37 959 espectadores Árbitro(s): Wilmar Roldán | Asistencia: 37 959 espectadores Árbitro(s): Wilmar Roldán |

|                                 |
| Bandera de Brasil               |
| Campeón Corinthians 1.er título |

## Estadísticas y premios

### Mejor Jugador
| Jugador       | Club        |
| ------------- | ----------- |
| Emerson Sheik | Corinthians |

### Goleadores
| Jugador          | Club                 | Goles |
| ---------------- | -------------------- | ----- |
| Matías Alustiza  | Deportivo Quito      | 8     |
| Neymar           | Santos               | 8     |
| Dorlan Pabón     | Atlético Nacional    | 7     |
| Junior Fernandes | Universidad de Chile | 6     |
| Leandro Damião   | Internacional        | 6     |
| Emerson Sheik    | Corinthians          | 5     |
| Emanuel Herrera  | Unión Española       | 5     |
| Javier Orozco    | Cruz Azul            | 5     |
| Leandro Caruso   | Godoy Cruz           | 4     |
| Ángelo Henríquez | Universidad de Chile | 4     |
| Matías Rodríguez | Universidad de Chile | 4     |

### Asistentes
| Jugador              | Club                 | Asistencias |
| -------------------- | -------------------- | ----------- |
| Juan Román Riquelme  | Boca Juniors         | 4           |
| Neymar               | Santos               | 4           |
| Gustavo Lorenzetti   | Universidad de Chile | 4           |
| Ronaldinho           | Flamengo             | 4           |
| Danilo               | Corinthians          | 3           |
| Emerson Sheik        | Corinthians          | 3           |
| Pablo Mouche         | Boca Juniors         | 3           |
| Juninho Pernambucano | Vasco da Gama        | 3           |

### Equipo Ideal
| Equipo Ideal 2012 | Equipo Ideal 2012   | Equipo Ideal 2012    |
| Pos.              | Futbolista          | Equipo               |
| ----------------- | ------------------- | -------------------- |
| Guardameta        | Cássio Ramos        | Corinthians          |
| Defensa           | Matías Rodríguez    | Universidad de Chile |
| Defensa           | José Rojas          | Universidad de Chile |
| Defensa           | Leandro Castán      | Corinthians          |
| Defensa           | Clemente Rodríguez  | Boca Juniors         |
| Centrocampista    | Marcelo Díaz        | Universidad de Chile |
| Centrocampista    | Paulinho            | Corinthians          |
| Centrocampista    | Juan Román Riquelme | Boca Juniors         |
| Delantero         | Neymar              | Santos               |
| Delantero         | Emerson Sheik       | Corinthians          |
| Delantero         | Dorlan Pabón        | Atlético Nacional    |